# Улица Монету
Улица Монету (латыш. Monētu iela, Монетная улица) — очень короткая (60 метров) улица в Риге, в историческом районе Старый город. Ведёт от улицы Скарню к улице Петербазницас, проходит по двору дома № 2 по улице Калькю (1957, архитектор О. Тилманис), ограничивает с запада площадь у церкви Святого Петра.

## История
Упоминается в документах в 1846 году как Большая Монетная улица (латыш. Lielā Monētu Iela}. Между ней и церковью Петра проходила ещё одна улица — Малая Петроцерковная, участок которой (примыкающий сейчас к улице Петербазницас) вошёл в состав современной улицы Монету.
Поскольку вся застройка улицы Монету погибла в годы Второй мировой войны и сегодня ни одно здание не числится по улице Монету, то эта улица во многих источниках, включая официальные, рассматривается как утраченная.